# ジャンナ・マイケルズ
ジャンナ・マイケルズ（Gianna Michaels、1983年6月6日 - ）は、アメリカ合衆国のポルノ女優。ワシントン州シアトル出身。